# Frumenta
Frumenta är ett släkte av fjärilar. Frumenta ingår i familjen stävmalar.
Kladogram enligt Catalogue of Life:
| Frumenta | \| \| Frumenta beneficentella \| \| \| \| \| \| Frumenta nephelomicta \| \| \| \| \| \| Frumenta nundinella \| \| \| \| |
|          | \| \| Frumenta beneficentella \| \| \| \| \| \| Frumenta nephelomicta \| \| \| \| \| \| Frumenta nundinella \| \| \| \| |
|          | Frumenta beneficentella                                                                                                 |
|          | |
|          | Frumenta nephelomicta                                                                                                   |
|          | |
|          | Frumenta nundinella |
|          | |